# Poienarii de Muscel
Poienarii de Muscel è un comune della Romania di 3 574 abitanti, ubicato nel distretto di Argeș, nella regione storica della Muntenia.
Il comune è formato dall'unione di 5 villaggi: Groșani, Jugur, Poienari, Șerbănești, Valea Îndărăt.